# Calitx (geologia)
El calitx (del castellà caliche) és un tipus de roca sedimentària amb una important presència de carbonat de calci. Aquest se sedimenta amb altres materials, com sorra, argila, grava i llim. Es pot trobar calitx generalment en regions àrides o semiàrides, com a Austràlia central i occidental, el desert de Kalahari, el desert de Sonora i l'altiplà de les Grans Planes dels Estats Units. El terme «caliche» en castellà prové del llatí calx (calç). En anglès es coneix com a caliche, hardpan, calcrete o duricrust, a l'Índia s'anomena kanka.
Al nord de Xile i al Perú, «caliche» es refereix a dipòsits de sals de nitrat al desert d'Atacama. Caliche també pot referir-se a dipòsits argilosos a Xile, al Perú, a Colòmbia i a Mèxic. A més, s'ha fet servir per a descriure algunes formes de baucita, calcedònia, caolinita, quarsita, laterita, nitratina i òpal.
Alguns autors també empren com a sinònim de calitx el terme «calcreta» que també pot ser descrit com una mena de calitx conglomeràtic cimentat pel carbonat de calç de les aigües d'infiltració i, en general, travat per una crosta calcària.

## Bibliografia

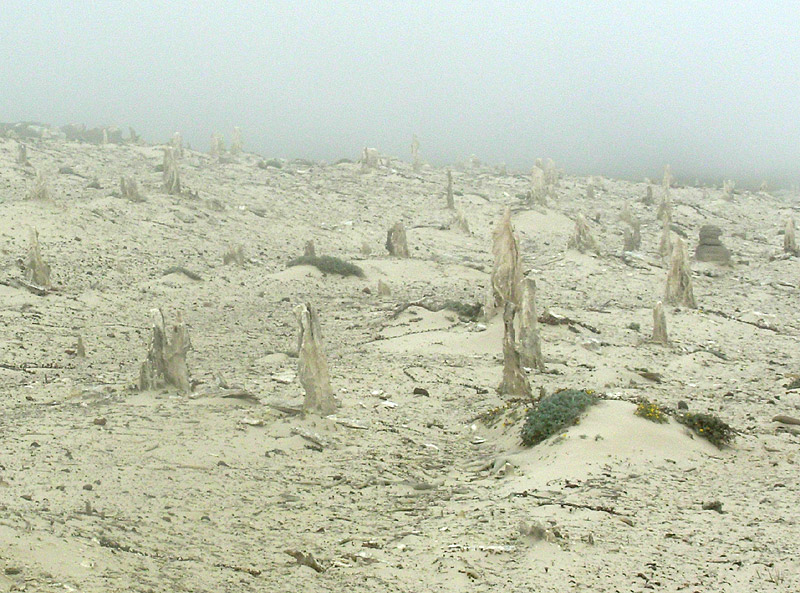
Bosc de calitx a l'illa San Miguel (Arxipèlag del Nord, davant de Los Angeles).